# インクボール
インクボール（InkBall）は、一人用のコンピュータゲームである。Windows XP Tablet PC Edition及び、Windows VistaのHome Premium以上のモデルに付属している。

## 概要
ゲームの目的は色のついたボールを同じ色の穴に落とし点数を獲得することである。ペン（またはマウス）で線を引き、ボールを反射させて穴に導く。ボードにはブロック状の壁が配置されており、種類によってさまざまな仕掛けがある。難易度は5段階で、難易度が上がるほどボールの速度が上がり、仕掛けも複雑になる。（パズル式のステージなど。）

## ルール
- 各ボールの色によって点数が異なる。赤 200、青 400、緑 800、金色 1600。また、クリア時の残り時間も点数になる。
- ボールが色の違う穴に入るか、残り時間がなくなるとゲーム終了となる。
- 灰色は「中立の色」とされている。ボールが穴に入ったとき、ボールと穴のうち片方でも灰色ならば、たとえ色が合っていなくてもゲーム終了とならないが、点数は入らない。
- 1600点毎にプレーヤーが自由に配置できるブロックの数が1つ増える。

## 仕掛け
- ブロック

-これに当たると、同角度で反射する。ただし、斜めに当たった場合、跳ね返ってくる。
- ホール

-ボールと同じ色のホールに入れなければならない。灰色の場合はどの色のボールでも良いが、点数は入らない。
- インクブロック

色のあるブロック。ブロックと同じだが、跳ね返る時、ボールがブロックに塗られている色になる。
- ウィークブロック

色のあるもろいブロック。跳ね返るが、同じ色のボールが一度当たったら壊れてしまう。灰色のウィークブロックはどの色のボールが当たっても一度で壊れる。この中にホールやハリー、カプセル型のブロックが隠れていることもある。
- ハリー

ここをボールが通過すると、速度が速くなる。
- キーブロック

この色が塗られているところ（ブロックのように、跳ね返らない。）は、同じ色のボールがホールに入ったら、ブロックになる。その後、さらに入ると、ブロックではなくなる。
- タイムブロック

一定の時間で、ブロックになったり、ブロックにならなかったりする。
- ワンウェイブロック・ウォールブロック

カプセル型のブロック。このブロックと同じ色のボールは跳ね返らずにそのまま通過することが出来る。矢印が付いた一方通行のものもある。